# Elezioni amministrative a San Marino del 1999

Le elezioni amministrative sammarinesi del 1999 si svolsero il 13 giugno in 3 dei 9 castelli di San Marino per l'elezione della Giunta di Castello e del Capitano di Castello.

## Elezioni del 13 giugno 1999

### Chiesanuova
Totale seggi scrutinati
|                | Valore | Percentuale |
| -------------- | ------ | ----------- |
| Iscritti       | 586    |             |
| Votanti        | 376    | 76,33%      |
| Schede nulle   | 52     | 13,83%      |
| Schede bianche | 37     | 9,84%       |
| Voti validi    | 287    | 78,33%      |

| Candidati | Candidati     | Voti | %   |
| --------- | ------------- | ---- | --- |
|           | Lorenzo Canti |      | 100 |

### Domagnano
Totale seggi scrutinati
|                | Valore | Percentuale |
| -------------- | ------ | ----------- |
| Iscritti       | 1.709  |             |
| Votanti        | 1.081  | 63,25%      |
| Schede nulle   | 150    | 13,88%      |
| Schede bianche | 92     | 8,51%       |
| Voti validi    | 839    | 77,61%      |

| Candidati | Candidati          | Voti | %   |
| --------- | ------------------ | ---- | --- |
|           | Pier Marino Felici |      | 100 |

### Città di San Marino
Totale seggi scrutinati
|                | Valore | Percentuale |
| -------------- | ------ | ----------- |
| Iscritti       | 3.345  |             |
| Votanti        | 2.271  | 67,89%      |
| Schede nulle   | 84     | 3,70%       |
| Schede bianche | 63     | 2,77%       |
| Voti validi    | 2.124  | 93,53%      |

| Candidati | Candidati                | Voti | %     |
| --------- | ------------------------ | ---- | ----- |
|           | Giulietta R. della Balda |      | 62,71 |
|           | Giuseppe Maria Morganti  |      | 37,29 |